# (37043) 2000 US26
2000 US26 (asteroide 37043) é um asteroide da cintura principal. Possui uma excentricidade de 0.23974980 e uma inclinação de 5.08528º.
Este asteroide foi descoberto no dia 24 de outubro de 2000 por LINEAR em Socorro.